# Santa María (canal de televisión)
Santa María es un canal de televisión por suscripción argentino que trasmite desde San Miguel, Provincia de Buenos Aires. Emite programación religiosa y es propiedad de TeleRed.

## Historia
El canal apareció a mediados de la década de 1990, emitiendo una programación enteramente familiar. Los programas eran en su mayoría extranjeros, con algunos programas religiosos e informativos de producción local. Su parrilla consistía en telecomedias, telenovelas, anime, dibujos animados, series dramáticas, películas y programas educativos, culturales y de divulgación científica, además de programas religiosos locales y de la cadena EWTN. Esta versión de Santa María -que trasmitía desde la ciudad de Mercedes-. En 2002 rediseño su programación, incluyendo más programación religiosa de la señal mundial católica EWTN. Actualmente, emite desde San Miguel programas de la mencionada cadena durante gran parte del día, además de algunos de producción local, como Teología para todos y Noticias católicas.
En la actualidad tiene acuerdos con Radio María Argentina y Familia Mundial de Radio María para la emisión de programación de índole católico y religioso.